# クリスティアン・カランブー
クリスティアン・カランブー（Christian Karembeu, 1970年12月3日 - ）は、ニューカレドニア・リフ出身の元フランス代表サッカー選手。現役時代のポジションはMF（守備的ミッドフィールダー）。現在はオリンピアコスFCのスポーティングディレクターを務めている。

## 経歴
1970年にニューカレドニアからフランスへと移住、その後FCナントの下部組織に加入した。
1990年、20歳でFCナントでデビューを飾る。1994-95シーズン、クロード・マケレレ、パトリス・ロコ、ベノワ・コウエらを擁し、リヨンに10ポイントの差をつけて、リーグ優勝を果たした。
1995-96シーズン、セリエA・UCサンプドリアへ移籍。前年まで在籍していたルート・フリットを思わせる風貌であったことから、好奇の目で見られることもあった。8月27日、セリエAのデビュー戦となった、ASローマとの対戦でいきなりゴールを決めた。第3節のパルマ戦では、キャリアで初の2得点をあげた。このシーズン、レギュラーとして32試合で5得点を決めた。1996年のユーロに出場した後、レアル・マドリードからオファーを受けたが、マントバーニ会長は、オファーをしていたもう一方のチームである、FCバルセロナに強制的に売却しようとし、チームとの間に亀裂が生じた。1996-97シーズン、低調なプレーを見せることが多く、ファンからブーイングを浴びせられることもあった。
1997年にプリメーラ・ディビシオンのレアル・マドリードに移籍、中盤の右サイドで起用され、疲れを知らない献身的プレーで、フェルナンド・レドンドのゲームメークを助けた。このシーズンのUEFAチャンピオンズリーグでは、準々決勝のバイヤー・レヴァークーゼン戦では、第1戦、2戦でそれぞれ1得点を決めると、準決勝のボルシア・ドルトムント戦の第1戦でも得点を決めた。決勝では、ユヴェントスを破って優勝を果たした。
フランス代表としては、53試合に出場した。1996年のユーロでは、自身の価値を証明するプレーを見せた。フランスW杯では、準決勝のクロアチア戦でロベルト・ヤルニをよく抑えてチームに貢献。決勝のブラジル戦でも先発起用されて優勝を果たした。EURO2000でも同国の優勝に貢献した。
1995年と1998年にオセアニア年間最優秀選手賞を受賞している。
2000年にプレミアリーグ・ミドルズブラFCへ移籍、レギュラーとして36試合で4得点を決めるなど、良いシーズンを送った。その後、オリンピアコスに移籍、3シーズンで2度のリーグ優勝を果たした。セルヴェットを経て、2005-06シーズンにSCバスティアへ移籍したが、シーズン終了後に34歳で選手生活に終止符を打った。
現役引退後はFIFAのオセアニア大使として、同地域のサッカー活性化に一役買っている。

## エピソード
- 元妻は世界で最も美しい女性の一人とされた、モデルのアドリアナ・スクレナリコヴァ[1]。
- 1931年にパリで開催された植民地博覧会にて、111人のカナックが連れてこられ人間動物園で展示された。この中にはカランブーの曽祖父がいた[4]。

## 代表歴
- フランス代表
  - 代表デビュー：1992年11月14日 vs フィンランド
  - 代表通算：53試合出場 1得点
  - 1994年 キリンカップサッカー 優勝
  - 1996年 EURO1996
  - 1998年 フランスW杯 優勝
  - 2000年 EURO2000 優勝
  - 2001年 FIFAコンフェデレーションズカップ2001 優勝

### 試合数
出典
| フランス代表 | 国際Aマッチ | 国際Aマッチ |
| 年           | 出場        | 得点        |
| ------------ | ----------- | ----------- |
| 1992         | 1           | 0           |
| 1993         | 0           | 0           |
| 1994         | 6           | 0           |
| 1995         | 4           | 1           |
| 1996         | 13          | 0           |
| 1997         | 4           | 0           |
| 1998         | 10          | 0           |
| 1999         | 4           | 0           |
| 2000         | 4註1        | 0           |
| 2001         | 6           | 0           |
| 2002         | 1           | 0           |
| 合計         | 53          | 1           |

註1 フランスサッカー連盟は2000年8月16日に行われたFIFA選抜戦を国際Aマッチとして認めている。

## 個人タイトル
- オセアニア年間最優秀選手賞：2回 (1995, 1998)